# Neallogaster choui
Neallogaster choui – gatunek ważki z rodziny szklarnikowatych (Cordulegastridae).